# Eucereon myrina
Eucereon myrina är en fjärilsart som beskrevs av Druce 1884. Eucereon myrina ingår i släktet Eucereon och familjen björnspinnare. Inga underarter finns listade i Catalogue of Life.